# Безруки (Зеньковский район)
Безруки (укр. Безруки) — село,
Малобудищанский сельский совет,
Зеньковский район,
Полтавская область,
Украина.
Код КОАТУУ — 5321383602. Население по данным 1984 года составляло 10 человек.

## Географическое положение
Село Безруки находится в 2,5 км от правого берега реки Ворскла и в 2-х км от её старицы Соломяник,
в 0,5 км от села Хижняковка, в 2-х км от села Глинское и в 2,5 км от села Малые Будища.

## История
Есть на карте 1869 года как хутор Безрукаго

## Экономика
- Птице-товарная ферма.